# Rozavlea
Rozavlea (Rozália en hongrois) est une commune roumaine du județ de Maramureș, dans la région historique de Transylvanie et dans la région de développement du Nord-Ouest.

## Géographie
La commune de Rozavlea est située au nord-est du județ dans la vallée de l'Iza, affluent de la Tisa. Elle est à 32 km au sud-est de Sighetu Marmației la capitale historique de la Marmatie et à 95 km à l'est de Baia Mare, la préfecture du județ.
La commune était jusqu'en 2004 composée des deux villages de Rozavlea et Sâlța, mais ce dernier a repris son autonomie et forme maintenant une commune indépendante.

## Histoire
La première mention écrite du village date de 1353 sous le nom de Villas Iohannis Woiwode, en tant que propriété du voïvode Bogdan de Cuhea.
La commune a fait partie du Comitat de Maramures dans le Royaume de Hongrie jusqu'en 1920 au Traité de Trianon où elle est attribuée à la Roumanie avec toute la Transylvanie.

## Démographie
En 1910, la commune comptait 3 228 Roumains (71,3 % de la population), 101 Hongrois (2,2 %) et 1 188 Allemands (26,2 %).
En 1930, les autorités recensaient 3 818 Roumains (78,3 %) ainsi qu'une importante communauté juive de 1 046 personnes (21,4 %) qui fut exterminée par les Allemands et les Hongrois durant la Seconde Guerre mondiale : Nous étions des géants – L'incroyable survie d'une famille juive de Lilliputiens, de Yehuda Koren et Eilat Negev, revient sur cette période en suivant le parcours de la famille Ovitz, originaire de Rozavlea.
En 2002, la commune comptait 6 111 Roumains (99,8 %) .
En 2007 la population communale aurait été de 6 083 habitants si on avait compté les 2 575 habitants de Sâlța.
| 1880  | 1900  | 1910  | 1930  | 1956  | 1977  | 1992  | 2002  | 2007  |
| ----- | ----- | ----- | ----- | ----- | ----- | ----- | ----- | ----- |
| 2 813 | 3 800 | 4 530 | 4 879 | 5 604 | 6 012 | 6 129 | 6 124 | 3 508 |

## Économie
L'élevage a une grande importance dans la vie de la commune (745 ha de pâturages et 1 466 ha de prairies).

## Lieux et monuments
- Église en bois des Saints Archanges Michel et Gabriel (Sfinții Arhangeli), construite en 1720 après les dernières invasions des Tatars de 1717, décorée de peintures intérieures en 1823-1825 et classée monument historique par les autorités roumaines.

- Portes en bois des fermes et maisons typiques de la région de Maramureș.